# Adriaan Verhulst
Adriaan Verhulst, né à Gand le 9 novembre 1929 et décédé à Anvers le 16 novembre 2002, est un historien et médiéviste belge, flamingant et libre penseur.

## Biographie
Il fait partie de cette école d'historiens dans la tradition d'Henri Pirenne, François-Louis Ganshof et Hans Van Werveke.
Il s'est particulièrement fait connaître par ses recherches sur le monde rural et l'époque carolingienne.
Ses œuvres majeures sont :
- Le patrimoine foncier de l'abbaye gantoise de Saint-Bavon du VIIe au XIVe siècle, publié par l'Académie royale flamande de Belgique, 1958
- The Rise of cities in North-West Europe, Cambridge University Press, 1999
- The Carolingian Economy, Cambridge University Press, 2002